# Randall Brenes
Randall Brenes Moya, conhecido apenas por Randall Brenes (Cartago, 13 de agosto de 1983), é um futebolista costa-riquenho que atua como atacante. Atualmente, joga pelo Cartaginés.